# Raoul Heide
Raoul Louis Heide (Párizs 1. kerülete, 1888. október 13. – Sartrouville, 1978. február 4.) világbajnok norvég párbajtőrvívó.